# Municipio de Beltinci
Beltinci es un municipio de la región de Prekmurje, en el noreste de Eslovenia. Su capital es la localidad de Beltinci.
El municipio tiene 8261 habitantes en 2016. Perteneció al Imperio Otomano hasta la firma del Tratado de Karlowitz, (o Paz de Karlowitz) en 1699.
Forman parte del municipio las localidades de Beltinci (la capital municipal), Bratonci, Dokležovje, Gančani, Ižakovci, Lipa, Lipovci y Melinci.

## Demografía
Población según su lengua materna (2002):
- esloveno: 7974
- romaní: 73
- croata: 49
- albanés: 12
- serbio: 9
- serbocroata: 7
- Otros: 12
- Desconocida: 107